# الانتخابات الرئاسية السريلانكية 2024
الانتخابات الرئاسية السريلانكية لعام 2024 هي الانتخابات الرئاسية التاسعة في تاريخ البلاد وأُجريت في 21 سبتمبر 2024. ترشح الرئيس الحالي رانيل ويكريميسينغه لإعادة انتخابه كمرشح مستقل، مما جعله أول رئيس في السلطة يترشح لإعادة انتخابه منذ ماهيندا راجاباكسا في عام 2015. ومن بين المرشحين البارزين الآخرين زعيم المعارضة ساجيث بريماداسا، وأنورا كومارا ديساناياكي من الحزب الوطني الجديد، ونامال راجاباكسا، نجل الرئيس السابق ماهيندا راجاباكسا.
كانت الانتخابات عبارة عن منافسة ثلاثية بين ويكرمسينغه، وبريماداسا، وديساناياكي. انتهت عملية فرز الأصوات الأولية دون حصول أي مرشح على الأغلبية. وفاز ديساناياكي بأغلبية الأصوات بنسبة 42.31%، يليه بريماداسا بنسبة 32.76%. وجاء الرئيس الحالي ويكرمسينغ في المركز الثالث، حيث حصل على 17.27% فقط من الأصوات. وبما أنه لم يفز أي مرشح بالأغلبية، فقد عقدت جولة ثانية من فرز الأصوات لأول مرة في تاريخ سريلانكا في ظل نظام التصويتالتراتبي المحدود. وفي اليوم التالي، أُعلن فوز ديساناياكي، حيث حصل على 55.89% من الأصوات في الجولة الثانية. تم تنصيبه في 23 سبتمبر.
وقد مثلت الانتخابات إعادة تنظيم سياسية كبرى في سريلانكا. وكان فوز ديساناياكي هو المرة الأولى التي يتم فيها انتخاب مرشح من طرف ثالث رئيسًا. وكانت هذه أيضًا أول انتخابات لم يحصل فيها أي من المرشحين الأولين على تأييد الحزب الوطني المتحد أو حزب الحرية السريلانكي.

## الخلفية
أقيمت آخر انتخابات رئاسية مباشرة في سريلانكا في عام 2019، حيث فاز مرشح الجبهة الشعبية السريلانكية (SLPP) غوتابايا راجاباكسا بالانتخابات بفوز ساحق، متغلبًا على خصمه الرئيسي ساجيث بريماداسا.
استقال راجاباكسا في 14 يوليو 2022 أثناء الاحتجاجات السريلانكية عام 2022. أدى هذا إلى إجراء انتخابات رئاسية غير مباشرة عبر البرلمان بعد أسبوع، لانتخاب خليفة وفقًا للمادة 40 من الدستور. حصل رانيل ويكرمسينغ، الذي عينه راجاباكسا رئيسًا للوزراء قبل شهرين فقط، على أكبر عدد من الأصوات وأدى اليمين الدستورية كرئيس تاسع لسريلانكا في 21 يوليو 2022.
تنص المادة 40 من دستور سريلانكا على أن "أي شخص يخلف رئيس الجمهورية يشغل منصبه فقط للفترة المتبقية من ولاية الرئيس الذي يترك منصبه. ومن المقرر أن تنتهي ولاية الرئيس ويكرمسينغ في 17 نوفمبر 2024.
وكان النقاش حول انتخابات عام 2024 موضوعا رئيسيا منذ بداية العام. وذكرت لجنة الانتخابات أن الانتخابات كان من المقرر أن تجرى في الفترة ما بين 17 سبتمبر و16 أكتوبر، كما يقتضي الدستور. في 26 يوليو، أصدرت لجنة الانتخابات إخطارًا في الجريدة الرسمية يعلن أن الانتخابات ستُعقد في 21 سبتمبر 2024، مع تقديم ترشيحات المرشحين بحلول 15 أغسطس. واختارت اللجنة إجراء الانتخابات يوم السبت، مشيرة إلى أن ذلك من شأنه أن يساعد في ضمان مشاركة عالية للناخبين. في نفس اليوم، أعلن رانيل ويكريميسينغه ترشحه لولاية ثانية كرئيس، كمرشح مستقل.
كان حوالي 17 مليون شخص مؤهلين للتصويت في هذه الانتخابات.

## نتائج الانتخابات السريلانكية الأخيرة

### نتائج الانتخابات السابقة
| نتائج الانتخابات           | نتائج الانتخابات                                     | نتائج الانتخابات                                     | نتائج الانتخابات      | نتائج الانتخابات      | نتائج الانتخابات       | نتائج الانتخابات       | نتائج الانتخابات        | نتائج الانتخابات        | نتائج الانتخابات    | نتائج الانتخابات    | نتائج الانتخابات | نتائج الانتخابات |
| مواعيد الانتخابات          | الجبهة الشعبية السريلانكية (تحالف حرية شعب سريلانكا) | الجبهة الشعبية السريلانكية (تحالف حرية شعب سريلانكا) | القوة الشعبية المتحدة | القوة الشعبية المتحدة | السلطة الشعبية الوطنية | السلطة الشعبية الوطنية | التحالف الوطني التاميلي | التحالف الوطني التاميلي | الحزب الوطني المتحد | الحزب الوطني المتحد | آخرون            | آخرون            |
| مواعيد الانتخابات          | الأصوات                                              | %                                                    | الأصوات               | %                     | الأصوات                | %                      | الأصوات                 | %                       | الأصوات             | %                   | الأصوات          | %                |
| -------------------------- | ---------------------------------------------------- | ---------------------------------------------------- | --------------------- | --------------------- | ---------------------- | ---------------------- | ----------------------- | ----------------------- | ------------------- | ------------------- | ---------------- | ---------------- |
| الانتخابات الرئاسية 2019   | 6,924,255                                            | 52.25%                                               | -                     | -                     | 418,553                | 3.16%                  | -                       | -                       | 5,564,239           | 41.99%              | 345,452          | 2.35%            |
| الانتخابات البرلمانية 2020 | 6,853,690                                            | 59.09%                                               | 2,771,980             | 23.90%                | 445,958                | 3.84%                  | 327,168                 | 2.82%                   | 249,435             | 2.15%               | 950,698          | 8.20%            |

### خرائط
| خريطة نتائج الانتخابات | خريطة نتائج الانتخابات     |
| الانتخابات الرئاسية 2019 | الانتخابات البرلمانية 2020 |
| --- | -------------------------- |
| |                            |
| الأعضاء المنتخبون في كل دائرة انتخابية أو بلدية، الحاصلون على أعلى عدد من الأصوات ■ SLPFA ■ SJB ■ TNA ■ SLFP ■ EPDP ■ أحزاب أخرى |                            |

## النظام الانتخابي

### نوع النظام الانتخابي
يتم انتخاب رئيس سريلانكا من خلال نظام التصويت التراتبي المحدود. يمكن للناخبين التعبير عن ما يصل إلى ثلاثة تفضيلات مرتبة للرئاسة. إذا لم يحصل أي مرشح على أكثر من 50% من إجمالي الأصوات الصحيحة في الفرز الأول، يتم استبعاد جميع المرشحين باستثناء المرشحَين اللذين حصلا على أعلى عدد من الأصوات. يتم بعد ذلك إعادة توزيع الأصوات التفضيلية الثانية والثالثة للمرشحين المستبعدين على المرشحين المتبقيين حتى يحصل أحدهما على الأغلبية المطلقة.
ولكن على أرض الواقع، لم يكن لهذا النظام أي استخدام. منذ الانتخابات الرئاسية الأولى في عام 1982، كانت كل الانتخابات الرئاسية تسفر عن فوز مرشح من أحد الأحزاب الرئيسية أو التحالفات بأغلبية مطلقة في الفرز الأول. ونتيجة لذلك، يختار معظم الناخبين تحديد مرشح واحد فقط على بطاقات الاقتراع الخاصة بهم، وكثيرون منهم إما يجهلون أنهم يستطيعون تصنيف عدة مرشحين أو يختارون عدم ممارسة هذا الحق.

### إجراءات التصويت
حددت لجنة الانتخابات إجراءات التصويت في 30 أغسطس 2024، موضحة بالتفصيل نظام التصويت التراتبي بسبب وجود العديد من المرشحين الذين يتنافسون في الانتخابات الرئاسية، وضمان إعلام الناخبين بكيفية الإدلاء بأصواتهم وتقديمها. بدأت عملية التصويت في 13,134 مركز اقتراع في جميع أنحاء البلاد في الساعة 7:00 صباحًا بتوقيت سريلانكا القياسي يوم 21 سبتمبر وأغلقت في الساعة 4:00 مساءً بتوقيت سريلانكا القياسي.

### التصويت البريدي
أعلنت لجنة الانتخابات عن مواعيد وأماكن التصويت البريدي في بيان صحفي بتاريخ 29 أغسطس 2024. هذه الخدمة متاحة فقط للمسؤولين المعتمدين مسبقًا المشاركين في مهام الانتخابات. تم إجراء التصويت بالبريد في الأيام 4 و5 و6 و11 و12 سبتمبر، وفقًا للجدول الزمني المحدد بدقة.

### صناديق الاقتراع وأنظمة الأمن
بسبب الحجم الأكبر لأوراق الاقتراع، اختارت مفوضية الانتخابات استخدام صناديق الاقتراع المصنوعة من الورق المقوى بدلاً من الصناديق الخشبية التقليدية. ستكون هذه الصناديق متاحة بثلاثة أحجام. تم استخدام مزيج من صناديق الاقتراع الخشبية والكرتونية في الانتخابات الرئاسية السريلانكية لعام 2019 والانتخابات البرلمانية السريلانكية لعام 2020.
ولضمان الأمن بشكل أكبر، فرضت الحكومة حظرا على الخمور في عطلة نهاية الأسبوع من 21 إلى 22 سبتمبر ونشرت أكثر من 63 ألف ضابط شرطة لتأمين مراكز الاقتراع ومراكز الفرز. كما حظرت إقامة مسيرات أو احتفالات النصر إلا بعد مرور أسبوع على إعلان النتائج. كما تم إعلان حظر التجوال الليلي بعد انتهاء التصويت، والذي تم رفعه ظهر يوم 22 سبتمبر.

## المُرشّحون
بحلول نهاية فترة تسجيل المرشحين في 15 أغسطس، كانت لجنة الانتخابات قد قبلت ما مجموعه 39 طلبًا للانتخابات الرئاسية، وهو أعلى رقم تم تسجيله على الإطلاق في انتخابات رئاسية في سريلانكا. توفي أحد المرشحين، محمد إلياس، بسبب نوبة قلبية قبل الانتخابات. لم يتم استبدال اسمه في ورقة الاقتراع. وعلى الرغم من العدد القياسي للمرشحين، لم يكن هناك أي امرأة.

### المرشحون الرئيسيون
| المُرشّح                                              | المكتب السياسي والدائرة الانتخابية | الرمز       | التأييدات | ملاحظات | المراجع       |
| --------------------------------------------------- | --- | ----------- | --- | --- | ------------- |
| رانيل ويكريمسينغه (75) مستقل                        | رئيس سريلانكا (2022–2024) زعيم الحزب الوطني المتحد (منذ 1994) رئيس وزراء سريلانكا السابق (1993–1994، 2001–2004، 2015–2018، 2018–2019، 2022)     | أسطوانة غاز | - الحزب الوطني المتحد - الأعضاء المنشقون عن الجبهة الشعبية السريلانكية - مؤتمر عمال سيلان - اللجنة المركزية الفعلية لحزب الحرية السريلانكي - حزب شعب إيلام الديمقراطي - ماهاجانا اكسات بيرامونا - حزب الحرية الجديد في سريلانكا - تاميل ماكال فيدوثالاي بوليكال                                                             | - تم الإعلان عن ذلك في 26 يوليو 2024 - تم الترشح سابقًا في عامي 1999 و2005. - تم إطلاق البيان الانتخابي في 29 أغسطس 2024                      | [ 50 ] [ 51 ] |
| ساجيث بريماداسا (58) القوة الشعبية المتحدة          | زعيم المعارضة (منذ 2019) زعيم القوة الشعبية المتحدة (منذ عام 2020) كولومبو                                                                      | الهاتف      | - القوة الشعبية المتحدة - حزب المؤتمر السيلاني ماكال - مؤتمر الشعب الحر - تحالف الشعب الإنساني - حزب إيلانكاي التاميل أراسو كاتشي - حزب الحرية السريلانكي (فصيل داياسيري) - المؤتمر الإسلامي لسريلانكا - تحالف التقدم التاميلي - تحالف الحرية الشعب الاتحادي - الجبهة الجمهورية المتحدة - الجبهة الشعبية في المناطق الريفية | - أعلن عن ترشحه في 16 مايو 2023 - ابن الرئيس السابق راناسينغ بريماداسا - ترشح سابقًا في عام 2019 - تم إطلاق البيان الانتخابي في 29 أغسطس 2024 | [ 64 ] [ 65 ] |
| أنورا كومارا ديساناياكي (56) السلطة الشعبية الوطنية | وزير سابق وزعيم المعارضة الرئيسي (2015-2018) زعيم السلطة الشعبية الوطنية (منذ عام 2015) زعيم حزب جاناتا فيموكثي بيرامونا (منذ عام 2014) كولومبو | البوصلة     | - السلطة الشعبية الوطنية - جاناتا فيموكثي بيرامونا | - أُعلن في 29 أغسطس 2023 - سبق أن ترشح في عام 2019 - أُطلق البيان الانتخابي في 26 أغسطس 2024                                                   | [ 66 ] [ 67 ] |

### المرشحون الصغار
| المُرَشَّح                                          | المكتب السياسي والدائرة الانتخابية                 | الرمز                  | التأييدات                    | ملاحظات | المراجع       |
| ----------------------------------------------- | -------------------------------------------------- | ---------------------- | ---------------------------- | --- | ------------- |
| نامال راجاباكسا (38) الجبهة الشعبية السريلانكية | وزير الشباب والرياضة السابق (2020-2022) هامبانتوتا | برعم الزهرة (بوهوتووا) | - الجبهة الشعبية السريلانكية | - تم الإعلان عنه في 7 أغسطس 2024 - نجل الرئيس السابق ماهيندا راجاباكسا - ابن شقيق الرئيس السابق جوتابايا راجاباكسا - إطلاق البيان الانتخابي في 2 سبتمبر 2024 | [ 68 ] [ 69 ] |

### مرشحون آخرون
بالإضافة إلى المرشحين الأربعة المذكورين أعلاه، ترشح 35 مرشحًا آخرين في الانتخابات.
| المُرشّح                    | الحزب                              | الرمز           | ملاحظات |
| ------------------------- | ---------------------------------- | --------------- | --- |
| سيريبالا أماراسينغ        | مستقل                              | إطار            | عضو سابق في البرلمان عن حزب جبهة التحرير الشعبية/تحالف الحرية الشعب الاتحادي في جامباها. مرشح رئاسي في عام 2019. |
| بي. أريانيثيران           | مستقل                              | صدفة المحارة    | عضو سابق في البرلمان عن حزب التحالف الوطني التاميل/التحالف الوطني التاميل في باتيكالوا. حصل على تأييد جبهة تحرير شعب إريتريا، وحزب العمال التاميل، وحزب العمال التاميل، والحزب الوطني التاميل، ومجلس الشعب التاميلي (TMK). |
| دي. م. بنداراناياك        | مستقل                              | مروحة طاولة     | |
| بي. و. س. ك. بنداراناياك  | الجبهة الوطنية للتنمية             | جوزة الهند      | أكاديمي في جامعة بيرادينيا. |
| ناون بوبيج                | منتدى الشعب الاشتراكي              | مظلة            | ناشط في احتجاجات 2022. يحظى بتأييد الحزب الاشتراكي الحر والحزب الديمقراطي الماركسي اللينيني الجديد. |
| أكيميمانا دياراثنا ثيرو   | مستقل                              | سبورة           | عضو سابق في البرلمان عن حزب جاثيكا هيلا أورومايا/تحالف الحرية الشعب الاتحادي في كولومبو. |
| ماهيندا ديواجي            | الحزب الاشتراكي السريلانكي         | بالون           | |
| سارات فونسيكا             | مستقل                              | فانوس           | رئيس الأركان الخامس. القائد الثامن عشر للجيش السريلانكي. وزير سابق. عضو البرلمان عن حزب SJB من جامباها. مرشح رئاسي في انتخابات 2010.                                                                                       |
| أوشالا هيراث              | الجبهة المستقلة الجديدة            | حتات جليدي      | زعيم الجبهة المستقلة الجديدة. مرشح سابق للحزب الوطني الموحد في كولومبو. |
| محمد إلياس                | مستقل                              | محقنة           | عضو سابق في مجلس المؤتمر الإسلامي لسريلانكا عن منطقة جافنا. مرشح رئاسي في انتخابات 2010 (أيّد ساراث فونسيكا)، وفي عامي 2015 و2019 ‏. توفي في 22 أغسطس 2024.                                                                  |
| أبو بكر محمد إنفاز        | التحالف الوحدوي الديمقراطي         | ورقتين          | |
| سيدني جايارثنا            | مستقل                              | جاكية           | عضو سابق في البرلمان عن الحزب الوطني المتحد/الجبهة الوطنية المتحدة للحكم الرشيد في بولوناروا. |
| سيريتونجا جاياسوريا       | الحزب الاشتراكي المتحد             | تري-شاو         | مرشح للرئاسة في انتخابات 2005، و2010، و2015 و2019 ‏. |
| ديليث جاياوير             | الحزب الشيوعي السريلانكي           | نجم             | زعيم ماوبيما جاناتا باكشايا. تم تأييده من قبل سارفاجانا بالايا. البيان الانتخابي الصادر في 31 أغسطس 2024. |
| سارات كيرثيراتني          | مستقل                              | كرة قدم         | نائب وزير سابق. عضو سابق في البرلمان عن حزب الحرية السريلانكي/تحالف الشعب عن منطقة غامبا. مرشح رئاسي في انتخابات 2019 ‏. |
| ك. ر. كيشان               | جبهة شعب أرونالو                   | صنبور الماء     | |
| أناندا كولاراتني          | مستقل                              | ميدالية         | وزير سابق في مجلس الوزراء. عضو سابق في البرلمان عن الحزب الوطني المتحد/الجبهة الوطنية المتحدة عن منطقة هامبانتوتا. |
| إيه. إس. بي. لياناجي      | حزب العمال السريلانكي              | كنغر            | مرشح للرئاسة في أعوام 2010، و2015 و2019 ‏. |
| سارات ماناميندرا          | التراث السنهالي الجديد             | قوس وسهم        | مرشح رئاسي في عام 2010، و2015 (أيّد ماهيندا راجاباكشا) و2019 ‏. |
| فيكتور أنتوني بيريرا      | مستقل                              | دراجة نارية     | عضو سابق في البرلمان عن حزب الحرية السريلانكي/تحالف الحرية الشعب الاتحاد في بوتالام. |
| كي كي بياداسا             | مستقل                              | آلة حاسبة       | النائب السابق للحزب الوطني المتحد/الجبهة الوطنية المتحدة عن نوارا إليا. |
| أنورودا بولغامبولا        | مستقل                              | حدوة الحصان     | عضو سابق في البرلمان عن حزب جبهة التحرير الشعبية/تحالف الحرية الشعب الاتحادي عن منطقة كيجالي. مرشح رئاسي في عامي 2015 و2019 ‏.                                                                                              |
| م. م. بريماسيري           | مستقل                              | زوج من النظارات | عضو سابق في البرلمان عن حزب جبهة التحرير الشعبية/تحالف الحرية الشعب الاتحادي في ماتارا. |
| نامال راجاباكسا           | حزب سامبيما                        | ظرف             | لا ينبغي الخلط بينه وبين مرشح سريلانكا بودوجانا بيرامونا، نامال راجاباكسا، أو جزء من عائلة راجاباكسا. |
| فيغياداس راجاباكسا        | الجبهة الوطنية الديمقراطية         | سيارة           | وزير سابق في مجلس الوزراء. عضو البرلمان عن حزب الحرية السريلانكي في كولومبو. تم تأييده من قبل فصيل من حزب الحرية السريلانكي.                                                                                               |
| روشان راناسينغ            | مستقل                              | مضرب الكريكيت   | وزير سابق في مجلس الوزراء. عضو البرلمان عن الجبهة الشعبية السريلانكية/تحالف حرية الشعب السريلانكي في بولوناروا. |
| جانكا راتنايكي            | حزب الشعب السريلانكي المتحد        | كأس             | الرئيس السابق للجنة المرافق العامة في سريلانكا. |
| باتارامولا سيلارتانا ثيرو | جبهة رعاية الشعب                   | جرار            | مرشح للرئاسة في أعوام 2010، و2015 و2019 ‏. |
| لاليت دي سيلفا            | الجبهة الوطنية المتحدة للحرية      | موز             | |
| سورانجيوا أنوج سيلفا      | الجبهة الوطنية المتحدة الديمقراطية | نسر             | |
| سورانجيوا أنوج سيلفا      | مستقل                              | ريشة طائر       | عضو البرلمان السابق عن الجبهة الوطنية المتحدة/الاتحاد الوطني للعمال عن نوارا إليا. |
| كيرثي ويكريميراتني        | حزب قوة شعبنا                      | راية            | تم تأييده من قبل حزب لانكا ساما ساماجا. تم إطلاق البيان الانتخابي في 27 أغسطس. |
| بريانثا ويكريمسينغه       | حزب نافا سما ساماجا                | طاولة           | |
| باني ويغيسيريواردينا      | حزب المساواة الاشتراكية            | زوج من المقصات  | مرشح للرئاسة في عامي 2015 و2019 ‏. |
| أجانثا دي زويزا           | حزب شعب روهونو                     | أناناس          | عضو سابق في القائمة الوطنية لحزب الحرية السريلانكي/تحالف الشعب. مرشح رئاسي في عام 2019 ‏ (أيد ساجيث بريماداسا). |

ومن بين الأسباب الرئيسية لانتشار المرشحين انخفاض مبلغ الإيداع الانتخابي المطلوب للتنافس - 50 ألف روبية (170 دولارا أميركيا) للمرشحين الحزبيين و75 ألف روبية (250 دولارا أميركيا) للمرشحين المستقلين. هذه المبالغ ظلت دون تغيير منذ إدخال الانتخابات الرئاسية في عام 1982.
ويتهم العديد من المرشحين الصغار بأنهم مرشحون بالوكالة أو صوريّون يقدمهم المتنافسون الرئيسيون لتعظيم فوائد الترشح، مثل وجود وكيلين في كل مركز اقتراع، وتعيين وكلاء فرز الأصوات، والحصول على فترات مجانية على التلفزيون الحكومي، والحصول على تغطية إعلامية عامة.

### المرشحون المنسحبون
أعلن المرشحون التاليون في البداية عن نيتهم في خوض الانتخابات، لكنهم تراجعوا فيما بعد وانسحبوا من الحملة.

#### الجبهة الشعبية السريلانكية
- غوتابايا راجاباكسا، الرئيس الثامن لسريلانكا (2019–2022)[109][110]
- باسيل راجاباكسا، وزير المالية السابق (2021-2022)، عضو البرلمان السابق (2007-2010، 2010-2015، 2021-2022)[111] [و]
- داميكا بيريرا، رجل أعمال، وزير سابق لترويج الاستثمار (2022)، عضو في البرلمان (منذ عام 2022)[112]

#### حزب الحرية السريلانكي
- مايتريبالا سيريسينا، الرئيس السابع لسريلانكا (2015-2019)، عضو البرلمان (1989-2015، منذ عام 2020)[113]

### المرشحون المرفوضون
قام المرشح التالي بإيداع وديعته قبل تاريخ الترشيح لكنه فشل في الحضور وتقديم أوراق ترشيحه.
- ساراث كومارا جوناراتنا، نائب وزير سابق، عضو سابق في البرلمان عن حزب الحرية السريلانكي / تحالف الحرية اشلعب الاتحادي (2006-2015)[114]

## الحملة

### المنصات
أكد رانيل ويكريميسينغه نجاح إدارته في حل مشكلة النقص في السلع الأساسية. خاض أنورا كومارا ديساناياكي حملته الانتخابية على أساس برنامج يهدف إلى تعزيز الحريات الاقتصادية وحماية الرعاية الاجتماعية للطبقة العاملة. وتعهد ساجيث بريماداسا بالتخفيف من تأثير برنامج إعادة الهيكلة الذي ينفذه صندوق النقد الدولي على الفقراء ووعد بنقل صلاحيات سياسية إلى الأقلية التاميلية. وتعهد نامال راجاباكسا بخفض الأعباء الضريبية، وعزا الأزمات الاقتصادية والسياسية الأخيرة إلى جائحة كوفيد-19.

### المناقشات
كان من المقرر عقد المناظرة الرئاسية الأولى في 7 سبتمبر 2024، وتستضيفها حركة 12 مارس. وأكد أربعة مرشحين، وهم ساجيث بريماداسا، ونامال راجاباكسا، وديليث جاياويرا، وبي. أريانيثيران، مشاركتهم. تم إجراء المناقشة في قاعة مؤتمرات باندارانايكا التذكارية الدولية (BMICH) وتم بثها مباشرة على منصات التلفزيون الرئيسية ووسائل التواصل الاجتماعي. ومع ذلك، وعلى الرغم من التأكيدات الأولية، لم يحضر المناقشة سوى ديليث جاياويرا.

### مراقبو الانتخابات
بناءً على دعوة من لجنة الانتخابات في سريلانكا، قامت الدائرة الأوروبية للشؤون الخارجية التابعة للاتحاد الأوروبي بنشر بعثة مراقبة الانتخابات لمراقبة الانتخابات الرئاسية المقرر إجراؤها في 21 سبتمبر.
وأعلنت مفوضية الانتخابات أيضًا أنها وجهت دعوة لممثلين من 12 دولة لمراقبة الانتخابات المقبلة. ومن بين الدول المشاركة دول جنوب آسيا مثل الهند ونيبال وبنجلاديش وباكستان وجزر المالديف، بالإضافة إلى مجموعة مراقبي الكومنولث وممثلين عن شبكة مراقبة الانتخابات الآسيوية.

### تمويل الحملة

#### الحد الأقصى للنفقات واللوائح
حددت لجنة الانتخابات، من خلال إخطار في الجريدة الرسمية (الجريدة الرسمية غير العادية - رقم 2397/66 في 16 أغسطس 2024)، سقفًا للإنفاق قدره 109 روبية لكل ناخب في الانتخابات الرئاسية لعام 2024. ونتيجة لذلك، أصبح من المسموح الآن لكل مرشح أن ينفق ما يصل إلى 1.8 مليار روبية (1,868,298,586 روبية). وقد تم تطبيق هذه اللوائح بموجب قانون تنظيم نفقات الانتخابات رقم 3 لسنة 2023، والذي تم التصديق عليه بتاريخ 24 يناير 2023.

#### إقرارات أصول المرشحين
وبموجب قانون مكافحة الفساد، يتعين على المرشحين للانتخابات تقديم إقرار بالأصول والالتزامات إلى مفوض الانتخابات مع أوراق ترشيحهم، بحيث يغطي الأصول والالتزامات حتى تاريخ الإعلان عن الانتخابات.
بعد أن قدم المرشحون للانتخابات الرئاسية إقراراتهم إلى لجنة الانتخابات في 15 أغسطس 2024، وهو الموعد النهائي لتقديم أوراق الترشيح، حصلت لجنة التحقيق في مزاعم الرشوة أو الفساد (CIABOC) على نسخ محررة ونشرتها على موقعها الرسمي.
| المُرشّح                  | الشخصي             | الشخصي | الحزبي             | الحزبي             | إجمالي الإنفاق       |
| المُرشّح                  | المال المنفق       | الديون | المال المنفق       | الديون             | إجمالي الإنفاق       |
| ----------------------- | ------------------ | ------ | ------------------ | ------------------ | -------------------- |
| ساجيث بريماداسا         | LKR 936,258,524.60 | LKR 0  | LKR 194,087,715.04 | LKR 0              | LKR 1,130,346,239.64 |
| رانيل ويكريمسينغه       | LKR 990,327,687.16 | LKR 0  | No Data            | No Data            | LKR 990,327,687.16   |
| نامال راجاباكسا         | LKR 406,566.00     | LKR 0  | LKR 388,939,085.00 | LKR 200,000,000.00 | LKR 589,345,651.00   |
| أنورا كومارا ديساناياكي | LKR 68,066.36      | LKR 0  | LKR 527,999,889.38 | LKR 0              | LKR 527,999,889.38   |
| ديليث جاياويرا          | LKR 324,643,246.05 | LKR 0  | LKR 0              | LKR 0              | LKR 324,643,246.05   |
| فيغياداس راجاباكسا      | LKR 60,445,320.00  | LKR 0  | LKR 0              | LKR 0              | LKR 60,445,320.00    |
| سارات فونسيكا           | LKR 33,588,901.72  | LKR 0  | LKR 0              | LKR 0              | LKR 33,588,901.72    |
| جانكا راتنايكي          | LKR 24,876,899.00  | LKR 0  | LKR 0              | LKR 0              | LKR 24,876,899.00    |
| روشان راناسينغ          | LKR 78,600.00      | LKR 0  | LKR 2,722,000.00   | LKR 0              | LKR 2,800,600.00     |

## استطلاعات الرأي

### معهد السياسة الصحية
معهد السياسة الصحية (IHP) هو مؤسسة بحثية مستقلة.
أجرى معهد السياسة الصحية الاستطلاع الرئاسي الوطني التالي. وصنف الاستطلاع ساجيث بريماداسا، وأنورا كومارا ديساناياكي، ورانيل ويكرمسينغ، ومرشح عام من الجبهة الشعبية السريلانكية. لم تأخذ جميع استطلاعات الرأي التي أجريت قبل أن يعلن نامال راجاباكسا ترشحه في 7 أغسطس، بما في ذلك "تحديث الانتخابات الرئاسية لحزب IHP MRP لشهر يونيو 2024" الصادر في 1 أغسطس، في الاعتبار دخوله.
| التاريخ                | شركة الاستطلاع          | ديساناياكي NPP           | بريماداسا SJB           | ويكريمسينغه مستقل       | راجاباكسا SLPP          | آخرون                   | مقدار التقدم            | هامش الخطأ              | حجم العينة              |    |   |    |       |        |
| ---------------------- | ----------------------- | ------------------------ | ----------------------- | ----------------------- | ----------------------- | ----------------------- | ----------------------- | ----------------------- | ----------------------- | -- | - | -- | ----- | ------ |
| التاريخ                | شركة الاستطلاع          | 31 أغسطس –13 سبتمبر 2024 | معهد السياسة الصحية     | 48%                     | 25%                     | 20%                     | مقدار التقدم            | هامش الخطأ              | حجم العينة              | 5% | — | 23 | ±3–6% | 20,714 |
| 1 أغسطس –2 سبتمبر 2024 | معهد السياسة الصحية     | 36%                      | 32%                     | 28%                     | 3%                      | —                       | 4                       | ±3–7%                   | 19,721                  |    |   |    |       |        |
| 7 أغسطس 2024           | راجاباكسا يعلن ترشحه.   | راجاباكسا يعلن ترشحه.    | راجاباكسا يعلن ترشحه.   | راجاباكسا يعلن ترشحه.   | راجاباكسا يعلن ترشحه.   | راجاباكسا يعلن ترشحه.   | راجاباكسا يعلن ترشحه.   | راجاباكسا يعلن ترشحه.   | راجاباكسا يعلن ترشحه.   |    |   |    |       |        |
| 26 يوليو 2024          | ويكريمسينغه يعلن ترشحه. | ويكريمسينغه يعلن ترشحه.  | ويكريمسينغه يعلن ترشحه. | ويكريمسينغه يعلن ترشحه. | ويكريمسينغه يعلن ترشحه. | ويكريمسينغه يعلن ترشحه. | ويكريمسينغه يعلن ترشحه. | ويكريمسينغه يعلن ترشحه. | ويكريمسينغه يعلن ترشحه. |    |   |    |       |        |
| يوليو 2024             | معهد السياسة الصحية     | 37%                      | 36%                     | 23%                     | 4%                      | —                       | 1                       | ±1–3%                   | 19,015                  |    |   |    |       |        |
| يونيو 2024             | معهد السياسة الصحية     | 30%                      | 43%                     | 20%                     | 7%                      | —                       | 13                      | ±1–11%                  | 18,213                  |    |   |    |       |        |
| مايو 2024              | معهد السياسة الصحية     | 39%                      | 38%                     | 15%                     | 7%                      | —                       | 1                       | ±1–4%                   | 17,751                  |    |   |    |       |        |
| أبريل 2024             | معهد السياسة الصحية     | 39%                      | 39%                     | 13%                     | 9%                      | —                       | تعادل (Tie)             | ±1–4%                   | 17,134                  |    |   |    |       |        |
| مارس 2024              | معهد السياسة الصحية     | 44%                      | 41%                     | 8%                      | 7%                      | —                       | 3                       | ±1–4%                   | 16,661                  |    |   |    |       |        |
| فبراير 2024            | معهد السياسة الصحية     | 53%                      | 34%                     | 6%                      | 7%                      | —                       | 19                      | ±1–4%                   | 16,234                  |    |   |    |       |        |
| يناير 2024             | معهد السياسة الصحية     | 50%                      | 36%                     | 7%                      | 7%                      | —                       | 14                      | ±1–4%                   | 15,590                  |    |   |    |       |        |
| ديسمبر 2023            | معهد السياسة الصحية     | 50%                      | 33%                     | 9%                      | 8%                      | —                       | 17                      | ±1–4%                   | 14,941                  |    |   |    |       |        |
| أكتوبر 2023            | معهد السياسة الصحية     | 51%                      | 30%                     | 13%                     | 6%                      | —                       | 21                      | ±1–4%                   | 13,935                  |    |   |    |       |        |
| سبتمبر 2023            | معهد السياسة الصحية     | 46%                      | 29%                     | 17%                     | 8%                      | —                       | 17                      | ±1–3%                   | 13,431                  |    |   |    |       |        |
| 29 أغسطس 2023          | ديساناياكي يعلن ترشحه.  | ديساناياكي يعلن ترشحه.   | ديساناياكي يعلن ترشحه.  | ديساناياكي يعلن ترشحه.  | ديساناياكي يعلن ترشحه.  | ديساناياكي يعلن ترشحه.  | ديساناياكي يعلن ترشحه.  | ديساناياكي يعلن ترشحه.  | ديساناياكي يعلن ترشحه.  |    |   |    |       |        |
| أغسطس 2023             | معهد السياسة الصحية     | 38%                      | 35%                     | 18%                     | 9%                      | —                       | 3                       | ±1–3%                   | 12,848                  |    |   |    |       |        |
| يوليو 2023             | معهد السياسة الصحية     | 39%                      | 33%                     | 19%                     | 9%                      | —                       | 6                       | ±1–3%                   | 12,269                  |    |   |    |       |        |
| يونيو 2023             | معهد السياسة الصحية     | 40%                      | 35%                     | 15%                     | 9%                      | —                       | 5                       | ±1–3%                   | 11,926                  |    |   |    |       |        |
| 16 مايو 2023           | بريماداسا يعلن ترشحه.   | بريماداسا يعلن ترشحه.    | بريماداسا يعلن ترشحه.   | بريماداسا يعلن ترشحه.   | بريماداسا يعلن ترشحه.   | بريماداسا يعلن ترشحه.   | بريماداسا يعلن ترشحه.   | بريماداسا يعلن ترشحه.   | بريماداسا يعلن ترشحه.   |    |   |    |       |        |
| مايو 2023              | معهد السياسة الصحية     | 38%                      | 34%                     | 18%                     | 10%                     | —                       | 4                       | ±1–4%                   | 11,897                  |    |   |    |       |        |
| أبريل 2023             | معهد السياسة الصحية     | 45%                      | 37%                     | 13%                     | 6%                      | —                       | 8                       | ±1–4%                   | 11,367                  |    |   |    |       |        |
| مارس 2023              | معهد السياسة الصحية     | 48%                      | 37%                     | 11%                     | 4%                      | —                       | 11                      | ±1–5%                   | 10,601                  |    |   |    |       |        |

### منصة (Numbers.lk)
(Numbers.lk) هي منصة تقوم بجمع وتقديم الإحصائيات المتعلقة بسريلانكا.
| التاريخ         | شركة الاستطلاع | ديساناياكي NPP   | بريماداسا SJB | ويكريمسينغه مستقل | راجاباكسا SLPP | آخرون | مقدار التقدم | هامش الخطأ | حجم العينة |    |    |    |     |       |
| --------------- | -------------- | ---------------- | ------------- | ----------------- | -------------- | ----- | ------------ | ---------- | ---------- | -- | -- | -- | --- | ----- |
| التاريخ         | شركة الاستطلاع | 9–16 سبتمبر 2024 | أرقام.lk      | 40%               | 29%            | 25%   | مقدار التقدم | هامش الخطأ | حجم العينة | 3% | 3% | 11 | ±5% | 5,335 |
| 9–23 أغسطس 2024 | أرقام.lk       | 43%              | 22%           | 27%               | 3%             | 4%    | 16           | ±3%        | 3,900      |    |    |    |     |       |
| 4–18 أبريل 2024 | أرقام.lk       | 46%              | 22%           | 18%               | -              | 14%   | 24           | ±3.5%      | 2,048      |    |    |    |     |       |

### تقييمات الشعبية
ملحوظة
- تشير الدرجات السلبية، التي تدل على تصنيف إيجابي صافٍ أقل من الصفر، إلى أن الفرد أو المؤسسة يعتبر غير محبوب. وعلى النقيض من ذلك، تشير النتائج الإيجابية، حيث تكون درجة التفضيل الصافية أعلى من الصفر، إلى أن الفرد أو المؤسسة يُنظر إليها عمومًا على أنها تحظى بشعبية.

يناير 2024
في استطلاع رأي معهد السياسة الصحية في سريلانكا (SLOTS)، استمر جميع مرشحي الأحزاب الرئيسية في الحصول على تقييمات سلبية للتأييد. وارتفع صافي تصنيف التأييد لأنورا كومارا ديساناياكي بمقدار 12 نقطة إلى -10، في حين انخفضت تصنيفات التأييد لساجيث بريماداسا والرئيس الحالي رانيل ويكريميسينغه بمقدار 9 نقاط لكل منهما، إلى -53 و-77 على التوالي.
مارس 2024
في استطلاع (SLOTS)، ارتفع صافي تصنيف التأييد لساجيث بريماداسا بمقدار 30 نقطة إلى -30 في مارس مقارنة بالشهر السابق، بينما ظلت تصنيفات التأييد لأنورا كومارا ديساناياكي والرئيس رانيل ويكريميسينغه دون تغيير نسبيًا عند -24 (انخفاض نقطتين) و -78 (زيادة نقطة واحدة) على التوالي.
يوليو 2024
في استطلاع (SLOTS) الذي أجري في يوليو 2024، ارتفع صافي تصنيف التفضيل لأنورا كومارا ديساناياكي بمقدار 29 نقطة عن يونيو، ليصل إلى +3. تحسنت شعبية الرئيس رانيل ويكريميسينغه بنحو 40 نقطة لتصل إلى -24، متجاوزة بذلك شعبية ساجيث بريماداسا. لم يتغير تصنيف شعبية ساجيث بريماداسا كثيرًا، حيث انتقل من -42 في يونيو إلى -44 في يوليو.
أغسطس 2024
في استطلاع (SLOTS) لشهر أغسطس 2024، تحسن صافي تصنيف التفضيل لساجيث بريماداسا إلى -32، وهو ما يمثل زيادة قدرها 10 نقاط مقارنة بشهر يوليو. وفي الوقت نفسه، انخفضت تقييمات تأييد أنورا كومارا ديساناياكي والرئيس رانيل ويكريميسينغه إلى -21 (انخفاض قدره 16 نقطة) و-33 (انخفاض قدره 4 نقاط) على التوالي. بلغ تصنيف تفضيل نامال راجاباكسا -89.

## نتائج

### وطنيا
| المرشح                              | المرشح                          | الحزب                              | التفضيل الأول | التفضيل الأول | مجموع الأصوات | مجموع الأصوات |
| المرشح                              | المرشح                          | الحزب                              | الأصوات       | %             | الأصوات       | %             |
| ----------------------------------- | ------------------------------- | ---------------------------------- | ------------- | ------------- | ------------- | ------------- |
|                                     | أنورا كومارا ديساناياكي         | السلطة الشعبية الوطنية             | 5٬634٬915     | 42.31         | 5٬740٬179     | 55.89         |
|                                     | ساجيث بريماداسا                 | القوة الشعبية المتحدة              | 4٬363٬035     | 32.76         | 4٬530٬902     | 44.11         |
|                                     | رانيل ويكريمسينغه               | مستقل                              | 2٬299٬767     | 17.27         |               |               |
|                                     | نامال راجاباكسا                 | الجبهة الشعبية السريلانكية         | 342٬781       | 2.57          |               |               |
|                                     | بي أريانيثيران                  | مستقل                              | 226٬343       | 1.70          |               |               |
|                                     | ديليث جاياويرا                  | الحزب الشيوعي السريلانكي           | 122٬396       | 0.92          |               |               |
|                                     | كي كي بياداسا                   | مستقل                              | 47٬543        | 0.36          |               |               |
|                                     | د .م بنداراناياك                | مستقل                              | 30٬660        | 0.23          |               |               |
|                                     | سارات فونسيكا                   | مستقل                              | 22٬407        | 0.17          |               |               |
|                                     | فيغياداس راجاباكسا              | الجبهة الديمقراطية الوطنية         | 21٬306        | 0.16          |               |               |
|                                     | أنورودا بولغامبولا              | مستقل                              | 15٬411        | 0.12          |               |               |
|                                     | سارات كيرثيراتني                | مستقل                              | 15٬187        | 0.11          |               |               |
|                                     | ك. ر. كيشان                     | جبهة أرونالو الشعبية               | 13٬595        | 0.10          |               |               |
|                                     | سورانجيوا أنوج سيلفا            | الجبهة الوطنية الديمقراطية المتحدة | 12٬898        | 0.10          |               |               |
|                                     | بريانثا ويكريمسينغه             | حزب نوفا سما سماجا                 | 12٬760        | 0.10          |               |               |
|                                     | نامال راجاباكسا                 | حزب سامابيما                       | 12٬700        | 0.10          |               |               |
|                                     | أكيميمانا دياراثنا ثيرو         | مستقل                              | 11٬536        | 0.09          |               |               |
|                                     | نوان بوبيج                      | منتدى الشعب الاشتراكي              | 11٬191        | 0.08          |               |               |
|                                     | أجانثا دي زويزا                 | حزب روهونو الشعبي                  | 10٬548        | 0.08          |               |               |
|                                     | فيكتور أنتوني بيريرا            | مستقل                              | 10٬374        | 0.08          |               |               |
|                                     | سيريبالا أماراسينغ              | مستقل                              | 9٬035         | 0.07          |               |               |
|                                     | سيريتونجا جاياسوريا             | الحزب الاشتراكي المتحد             | 8٬954         | 0.07          |               |               |
|                                     | باتارامولا سيلارتانا ثيرو       | جبهة رعاية الشعب                   | 6٬839         | 0.05          |               |               |
|                                     | أبو بكر محمد إنفاز              | تحالف الوحدة الديمقراطي            | 6٬531         | 0.05          |               |               |
|                                     | بيماسيري ماناجي                 | مستقل                              | 5٬822         | 0.04          |               |               |
|                                     | ماهيندا ديواجي                  | الحزب الاشتراكي في سريلانكا        | 5٬338         | 0.04          |               |               |
|                                     | كيرثي ويكريميراتني              | حزب قوة شعبنا                      | 4٬676         | 0.04          |               |               |
|                                     | باني ويغيسيريواردينا            | حزب المساواة الاشتراكي             | 4٬410         | 0.03          |               |               |
|                                     | أوشالا هيراث                    | الجبهة الجديدة المستقلة            | 4٬253         | 0.03          |               |               |
|                                     | روشان راناسينغ                  | مستقل                              | 4٬205         | 0.03          |               |               |
|                                     | بنداراناياك                     | جبهة التنمية الوطنية               | 4٬070         | 0.03          |               |               |
|                                     | أناندا كولاراتني                | مستقل                              | 4٬013         | 0.03          |               |               |
|                                     | لاليت دي سيلفا                  | الجبهة الوطنية للحرية              | 3٬004         | 0.02          |               |               |
|                                     | سيدني جايارثنا                  | مستقل                              | 2٬799         | 0.02          |               |               |
|                                     | جانكا راتنايكي                  | حزب شعب سريلانكا المتحدة           | 2٬405         | 0.02          |               |               |
|                                     | م. ثيلاكراجا                    | مستقل                              | 2٬138         | 0.02          |               |               |
|                                     | سارات ماناميندرا                | تراث السنهالية الجديد              | 1٬911         | 0.01          |               |               |
|                                     | إيه. إس. بي. لياناجي            | حزب العمال في سريلانكا             | 1٬860         | 0.01          |               |               |
| المجموع                             | المجموع                         | المجموع                            | 13٬319٬616    | 100.00        | 10٬271٬081    | 100.00        |
|                                     |                                 |                                    |               |               |               |               |
| الأصوات الصحيحة                     | الأصوات الصحيحة                 | الأصوات الصحيحة                    | 13٬319٬616    | 97.80         | 10٬271٬081    | 75.41         |
| الأصوات الباطلة والفارغة            | الأصوات الباطلة والفارغة        | الأصوات الباطلة والفارغة           | 300٬300       | 2.20          | 3٬348٬835     | 24.59         |
| مجموع الأصوات                       | مجموع الأصوات                   | مجموع الأصوات                      | 13٬619٬916    | 100.00        | 13٬619٬916    | 100.00        |
| الناخبين المسجلين ومعدل الإقبال     | الناخبين المسجلين ومعدل الإقبال | الناخبين المسجلين ومعدل الإقبال    | 17٬140٬354    | 79.46         | 17٬140٬354    | 79.46         |
| المصدر: لجنة الانتخابات في سريلانكا |                                 |                                    |               |               |               |               |

### حسب المدريات

#### الجولة الاولى
| الدوائر التي فاز بها ديساناياكي |
| الدوائر التي فاز بها بريماداسا  |

| الدائرة الانتخابية | المحافظة         | ديساناياكي | ديساناياكي | بريماداسا | بريماداسا | ويكريمسينغه | ويكريمسينغه | الآخرون   | الآخرون | مجموع الأصوات | الأصوات المرفوضة | مجموع إجمالي الأصوات المدلى بها | الناخبون المُسجّلون | نسبة المشاركة |        |       |         |       |         |         |        |
| الدائرة الانتخابية | المحافظة         | الأصوات    | %          | الأصوات   | %         | الأصوات     | %           | الأصوات   | %       | مجموع الأصوات | الأصوات المرفوضة | مجموع إجمالي الأصوات المدلى بها | الناخبون المُسجّلون | نسبة المشاركة |        |       |         |       |         |         |        |
| ------------------ | ---------------- | ---------- | ---------- | --------- | --------- | ----------- | ----------- | --------- | ------- | ------------- | ---------------- | ------------------------------- | ----------------- | ------------- | ------ | ----- | ------- | ----- | ------- | ------- | ------ |
| الدائرة الانتخابية | المحافظة         | Ampara     | الشرقية    | 108,971   | 25.74%    | 200,384     | 47.33%      | 86,589    | 20.45%  | مجموع الأصوات | الأصوات المرفوضة | مجموع إجمالي الأصوات المدلى بها | الناخبون المُسجّلون | نسبة المشاركة | 27,453 | 4.22% | 423,397 | 6,563 | 429,960 | 555,432 | 77.41% |
| Anuradhapura       | الشمالية الوسطى  | 285,944    | 47.37%     | 202,289   | 33.51%    | 82,152      | 13.61%      | 33,301    | 3.17%   | 603,686       | 9,782            | 613,468                         | 741,862           | 82.69%        |        |       |         |       |         |         |        |
| Badulla            | يوفا             | 197,283    | 34.68%     | 219,674   | 38.61%    | 115,138     | 20.34%      | 36,829    | 3.13%   | 568,924       | 15,519           | 584,443                         | 705,772           | 82.81%        |        |       |         |       |         |         |        |
| Batticaloa         | الشرقية          | 38,832     | 12.19%     | 139,110   | 43.66%    | 91,132      | 28.60%      | 49,574    | 12.63%  | 318,648       | 8,876            | 327,524                         | 449,686           | 72.83%        |        |       |         |       |         |         |        |
| Colombo            | الغربية          | 629,963    | 47.21%     | 342,108   | 25.64%    | 281,436     | 21.09%      | 80,883    | 4.31%   | 1,334,390     | 31,796           | 1,366,186                       | 1,765,351         | 77.39%        |        |       |         |       |         |         |        |
| Galle              | الجنوبية         | 366,721    | 51.45%     | 189,555   | 26.59%    | 107,336     | 15.06%      | 49,208    | 6.90%   | 712,820       | 12,541           | 725,361                         | 903,163           | 80.31%        |        |       |         |       |         |         |        |
| Gampaha            | الغربية          | 809,410    | 55.50%     | 349,550   | 23.97%    | 216,028     | 14.81%      | 83,401    | 4.05%   | 1,458,389     | 29,381           | 1,487,770                       | 1,881,129         | 79.09%        |        |       |         |       |         |         |        |
| Hambantota         | الجنوبية         | 221,913    | 51.96%     | 131,503   | 30.79%    | 33,217      | 7.78%       | 40,429    | 9.47%   | 427,062       | 6,443            | 433,505                         | 520,940           | 83.22%        |        |       |         |       |         |         |        |
| Jaffna             | الشمالية         | 27,086     | 7.29%      | 121,177   | 32.60%    | 84,558      | 22.75%      | 138,867   | 37.36%  | 371,688       | 25,353           | 397,041                         | 593,187           | 66.93%        |        |       |         |       |         |         |        |
| Kalutara           | الغربية          | 387,764    | 47.43%     | 236,307   | 28.91%    | 143,285     | 17.53%      | 50,162    | 4.10%   | 817,518       | 16,243           | 833,761                         | 1,024,244         | 81.40%        |        |       |         |       |         |         |        |
| Kandy              | الوسطى           | 394,534    | 42.26%     | 323,998   | 34.71%    | 162,707     | 17.43%      | 52,277    | 3.13%   | 933,516       | 24,153           | 957,669                         | 1,191,399         | 80.38%        |        |       |         |       |         |         |        |
| Kegalle            | ساباراغاموا      | 247,179    | 43.39%     | 185,930   | 32.64%    | 106,510     | 18.70%      | 30,060    | 2.94%   | 569,679       | 11,878           | 581,557                         | 709,622           | 81.95%        |        |       |         |       |         |         |        |
| Kurunegala         | الشمالية الغربية | 544,763    | 48.20%     | 368,290   | 32.58%    | 146,520     | 12.96%      | 70,720    | 4.17%   | 1,130,293     | 19,337           | 1,149,630                       | 1,417,226         | 81.12%        |        |       |         |       |         |         |        |
| Matale             | الوسطى           | 140,544    | 41.37%     | 121,803   | 35.85%    | 53,829      | 15.84%      | 23,558    | 3.96%   | 339,734       | 7,921            | 347,655                         | 429,991           | 80.85%        |        |       |         |       |         |         |        |
| Matara             | الجنوبية         | 287,662    | 52.46%     | 147,462   | 26.89%    | 79,249      | 14.45%      | 33,956    | 4.12%   | 548,329       | 9,687            | 558,016                         | 686,175           | 81.32%        |        |       |         |       |         |         |        |
| Monaragala         | يوفا             | 140,269    | 41.86%     | 134,238   | 40.06%    | 35,728      | 10.66%      | 24,847    | 4.60%   | 335,082       | 6,671            | 341,753                         | 399,166           | 85.62%        |        |       |         |       |         |         |        |
| Nuwara Eliya       | الوسطى           | 105,057    | 22.17%     | 201,814   | 42.58%    | 138,619     | 29.25%      | 28,445    | 2.72%   | 473,935       | 14,643           | 488,578                         | 605,292           | 80.72%        |        |       |         |       |         |         |        |
| Polonnaruwa        | الشمالية الوسطى  | 130,880    | 46.12%     | 100,730   | 35.49%    | 36,908      | 13.00%      | 15,283    | 5.39%   | 283,801       | 4,962            | 288,763                         | 351,302           | 82.19%        |        |       |         |       |         |         |        |
| Puttalam           | الشمالية الغربية | 207,134    | 44.06%     | 173,382   | 36.88%    | 60,719      | 12.92%      | 28,860    | 3.55%   | 470,095       | 8,279            | 478,374                         | 663,673           | 72.08%        |        |       |         |       |         |         |        |
| Ratnapura          | ساباراغاموا      | 291,708    | 39.32%     | 257,721   | 34.74%    | 145,038     | 19.55%      | 47,433    | 3.88%   | 741,900       | 15,070           | 756,970                         | 923,736           | 81.95%        |        |       |         |       |         |         |        |
| Trincomalee        | الشرقية          | 49,886     | 20.83%     | 120,588   | 50.36%    | 40,496      | 16.91%      | 28,491    | 11.90%  | 239,461       | 5,821            | 245,282                         | 315,925           | 77.64%        |        |       |         |       |         |         |        |
| Vanni              | الشمالية         | 21,412     | 9.86%      | 95,422    | 43.92%    | 52,573      | 24.20%      | 47,862    | 22.02%  | 217,269       | 9,381            | 226,650                         | 306,081           | 74.05%        |        |       |         |       |         |         |        |
| المجموع            | المجموع          | 5,634,915  | 42.31%     | 4,363,035 | 32.76%    | 2,299,767   | 17.27%      | 1,021,899 | 7.66%   | 13,319,616    | 300,300          | 13,619,916                      | 17,140,354        | 79.46%        |        |       |         |       |         |         |        |

## ردود الفعل
بينما كانت عملية الفرز لا تزال جارية، هنأ وزير الخارجية علي صبري ديساناياكي، مشيرًا إلى أدائه القوي في النتائج. وشهدت المباراة التجريبية بين سريلانكا ونيوزيلندا للكريكيت يوم راحة بسبب الانتخابات. كانت هذه هي المرة الأولى منذ ستة عشر عامًا منذ أن حصلت مباراة اختبارية على يوم راحة.
هنّأ نائب القوة الشعبية المتحدة، هارشا دي سيلفا، الفائز ديساناياكي. كما هنأ التحالف الوطني التاميلي، الذي أيد بريماداسا، ديساناياكي على "فوزه المذهل" دون الاعتماد على "الشوفينية العنصرية أو الدينية". كما هنأ رانيل ويكريميسينغه ديساناياكي أيضًا.
وهنّأ صندوق النقد الدولي ديساناياكي وقال إنه مستعد لمناقشة مستقبل خطة التعافي الاقتصادي.
وعزا ديساناياكي انتصاره إلى "الجهد الجماعي" للناخبين. أدى اليمين الدستورية كرئيس في 23 سبتمبر. وفي اليوم التالي، قام ديساناياكي بحل البرلمان، وتمت الدعوة إلى إجراء انتخابات برلمانية مبكرة في 14 نوفمبر.

### ردود الفعل الدولية
- أستراليا: هنأ المفوض السامي بول ستيفنز ديساناياكي وقال إنه يتطلع إلى تعزيز العلاقة بين البلدين.[158]
- كندا: أصدرت المفوضية العليا لكندا في سريلانكا بيانًا هنأت فيه ديساناياكي.[159]
- كوبا: هنأ السكرتير الأول ميغيل دياز كانيل ديساناياكي وصادق على الإرادة لتعزيز العلاقات بين كوبا وسريلانكا.[160]
- فرنسا: هنأ الرئيس إيمانويل ماكرون ديساناياكي.[161]
- الهند: هنأ رئيس الوزراء ناريندرا مودي ديساناياكي، معربًا عن رغبته في العمل مع الرئيس المنتخب لتعزيز تعاونهما.[162]
- اليابان: أصدر السفير ميزوكوشي هيدياكي بيانًا هنأ فيه ديساناياكي، مشيرًا إلى "لحظة مهمة في رحلة سريلانكا حيث تواصل البلاد التعافي من تحدياتها الاقتصادية".[163]
- جزر المالديف: أصدر الرئيس محمد معز منشورًا هنأ فيه ديساناياكي، قائلًا إنه يأمل في "تعزيز الصداقة التاريخية بين جزر المالديف وسريلانكا".[164]
- نيوزيلندا: هنأ وزير الخارجية ونستون بيترز ديساناياكي وأشاد بالانتخابات الآمنة والنزيهة والحرة التي أجريت.[165]
- باكستان: هنأ رئيس الوزراء شهباز شريف ديساناياكي، متمنيًا له النجاح.[166]
- السعودية: تمنى خادم الحرمين الشريفين الملك سلمان التوفيق لديساناياكي وللشعب السريلانكي المزيد من التقدم والازدهار.[167]
- الإمارات: تمنى الرئيس محمد بن زايد آل نهيان لديساناياكي التوفيق وقال إنه يتطلع إلى تعزيز العلاقات بين بلديهما.[168]
- الولايات المتحدة: هنأ الرئيس جو بايدن ديساناياكي وأشار أيضًا إلى أن السريلانكيين صوتوا في انتخابات "نزيهة وحرة وسلمية".[169]
- المملكة المتحدة: أصدر المفوض السامي أندرو باتريك ووزيرة الدولة لشؤون المحيطين الهندي والهادئ كاثرين ويست بيانين هنأوا فيهما ديساناياكي وتطلعوا إلى العمل معه.[163]
- الأمم المتحدة: هنأ المنسق المقيم في سريلانكا مارك أندريه فرانشي ديساناياكي وقال إنه يتطلع إلى العمل من أجل مجتمع أكثر سلمية وشاملاً.[170]

## ملحوظات
1. 1 2  عضو في الحزب الوطني المتحد يترشح رسميًا كمستقل، ومدعوم من الفصيل المنشق عن الحزب الوطني المتحد والجبهة الشعبية السريلانكية
2. ↑  نتائج جميع الجزر + النتائج التفضيلية
3. ↑  مجموع الأصوات: 5,634,915 + 105,264
4. ↑  مجموع الأصوات: 4,363,035 + 167,035
5. ↑  مرشح الجبهة الديمقراطية الجديدة بقيادة الحزب الوطني المتحد
6. ↑  غير مؤهل للتنافس بسبب امتلاكه جنسية مزدوجة

## روابط خارجية
- الموقع الرسمي للجنة الانتخابات في سريلانكا (بالإنجليزية)
- الموقع الرسمي للجنة التحقيق في مزاعم الرشوة أو الفساد (بالإنجليزية)